# Jean Théodore Lacordaire
Jean Théodore Lacordaire (Recey-sur-Ource, 1 februari 1801 - Luik, 19 juli 1870) was een Belgisch entomoloog.
Jean Théodore Lacordaire werd geboren in 1801 in Recey-sur-Ource, in de buurt van Châtillon-sur-Seine, Frankrijk. Hij was de oudere broer van Henri Lacordaire, dominicaan, predikant, journalist en parlementslid. Ondanks zijn interesse voor natuurlijke historie in zijn jeugd werd hij toch door zijn familie naar Le Havre gestuurd om rechten te gaan studeren. In 1824 vertrok hij naar Buenos Aires als reizend koopman, een beroep dat hem in staat stelde door Zuid-Amerika te reizen en onderweg de lokale fauna te bestuderen. Georges Cuvier vroeg hem in 1830 om naar Parijs te komen. Daar ontmoette hij Pierre André Latreille, Jean Victoire Audouin en André Marie Constant Duméril met wie hij samen de Société Entomologique de France oprichtte. Eind 1830 vertrok hij weer voor 2 jaar naar Guyana om daar opnieuw insecten te verzamelen. Bij terugkeer naar Europa publiceerde hij de memoires van Baron Georges Cuvier en in 1835 werd hij professor in de zoölogie aan de Universiteit van Luik. Later werd hij aan dezelfde universiteit hoogleraar vergelijkende anatomie. Hij beschreef een
aanzienlijk aantal soorten en er werden meer dan 40 soorten kevers naar hem vernoemd. Na zijn dood werd zijn insectencollectie van meer dan 12000 soorten in het museum van de universiteit opgenomen.

## Werken
Van 1834 tot 1838 publiceerde hij Introduction à l'entomologie, comprenant les principes généraux de l'anatomie et de la physiologie des insectes in 3 delen en in 1835 Faune entomologique des environs de Paris. Zijn levenswerk was het 13 delen tellende Histoire naturelle des insectes, ″Genera″ des Coléoptères, dat hij niet kon afmaken voordat hij in 1870 stierf. Félicien Chapuis voltooide dit immense werk en publiceerde de laatste delen.
- Bibliothèque nationale de France: cb134838314 (data)
- Gemeinsame Normdatei: 116640901
- International Standard Name Identifier: 0000 0000 7992 752X
- Library of Congress Control Number: n92040532
- Nationale bibliotheek van Australië: 36022768
- Nationale Bibliotheek van Israël: 987007408962105171
- Nederlandse Thesaurus van Auteursnamen: 141538325
- SNAC: w60t2cds
- Système universitaire de documentation: 079404715
- Trove: 1190076
- Virtual International Authority File: 42594135
- WorldCat: E39PBJy4jd9pJXCgX9BwVrdRKd